# Wolf-Rüdiger Netz
Wolf-Rüdiger Netz (né à Schwerin, le 15 décembre 1950) est un footballeur est-allemand qui évoluait au poste d'attaquant. 
Il remporte la médaille d'argent aux Jeux olympiques de 1980.